# Шубриков Володимир Петрович
Володимир Петрович Шубриков (8 березня 1895, місто Владикавказ — розстріляний 30 жовтня 1937, Москва) — радянський партійний і політичний діяч, делегат XV й XVII з'їздів ВКП(б), член ВЦВК, відповідальний секретар ЦК ВКП(б) Киргизької АСРР у 1927—1929 роках. Кандидат у члени ЦК ВКП(б) у 1934—1937 роках.

## Життєпис
Народився в багатодітній родині робітника (мав дев'ятьох братів і сестер). У 1902—1905 роках навчався в Харламовському приходському училищі. У 1905—1906 роках — учень двокласного училища при кафедральному соборі Владикавказу, через брак коштів закінчив лише перший клас.
З 1906 по 1909 рік — учень кондитерської П. Ріделя у Владикавказі. Від 1909 по 1915 рік працював підмайстром, майстром у приватних кондитерських підприємствах Владикавказа, П'ятигорська, Ростова-на-Дону, Москви, Тифліса, Баку.
1915 року був мобілізований до війська. З 1915 по 1918 рік служив рядовим 8-го Кавказького стрілецького полку російської армії на Турецькому фронті. Закінчив Тифліську школу прапорщиків. Від 1916 року провадив активну революційну пропаганду у військових частинах на Кавказі.
Член РСДРП(б) з 29 листопада 1917 року.
У лютому — березні 1918 року — міліціонер Сокольницького районного відділення міліції Москви, брав участь у формуванні загонів червоногвардійців. З березня по травень 1918 року лікувався в Пироговській лікарні Москви.
У травні 1918 — лютому 1919 року — командир бронемашини автобронезагону РСЧА у Владикавказі, воював на Кавказі проти денікінців. У лютому 1919 року інтернований до Тифліса (Тбілісі), де знаходився до жовтня 1919 року.
У жовтні 1919 — березні 1920 року — начальник кулеметної команди 1-го Дагестанського полку РСЧА. У березні — жовтні 1920 року — начальник та агітатор політичного відділу військ РСЧА в Південному Дагестані, воював проти мусаватистів.
У листопаді 1920 — лютому 1921 року — військовий комісар 1-го Вірменського стрілецького полку. З лютого по квітень 1921 року перебував у полоні в місті Аштарак (Вірменія). У квітні — листопаді 1921 року — військовий комісар 1-ї Вірменської стрілецької бригади 1-ї армії РСЧА.
З листопада 1921 по березень 1922 року служив уповноваженим із політичних партій у Каспійській морській ЧК у Махачкалі.
Після демобілізації з армії з квітня по грудень 1922 року — культпросвітпрацівник, відповідальний секретар Дербентського окружного (районного) комітету РКП(б) Дагестанської АРСР. У грудні 1922 — вересні 1923 року — відповідальний секретар Хасавюртівського районного комітету РКП(б) Дагестанської АРСР.
У вересні 1923 — серпні 1926 року навчався в Комуністичному університеті імені Свердлова. Після навчання направлений на політичну роботу до Середньої Азії. 
У серпні 1926 — липні 1927 року — інструктор, заступник завідувача агітаційно-пропагандистського відділу Середньоазійського бюро ЦК ВКП(б) у Ташкенті.
27 червня 1927 — 29 серпня 1929 року — відповідальний секретар Киргизького обласного комітету ВКП(б).
У червні 1929 — червні 1930 року — завідувач організаційно-розподільного відділу та заступник відповідального секретаря Середньоазійського бюро ЦК ВКП(б) у Ташкенті.
Від червня 1930 року перебував на партійній роботі в Самарі. 13 червня 1930 — 9 жовтня 1932 рок — 2-й секретар Середньо-Волзького крайового комітету ВКП(б).
9 жовтня 1932 — 13 березня 1937 рок — 1-й секретар Середньо-Волзького (Куйбишевського) крайового (обласного) комітету ВКП(б). З березня по квітень 1937 року перебував у розпорядженні ЦК ВКП(б).
У квітні — 23 серпня 1937 року — 2-й секретар Західносибірського крайового крайового комітету ВКП(б) (Новосибірськ).
9 серпня 1937 року заарештований органами НКВС за звинуваченням у керівництві контрреволюційною організацією та доправлений до Москви в розпорядження ГУДБ НКВС СРСР. Засуджений Воєнною колегією Верховного суду СРСР 29 жовтня 1937 року до страти, розстріляний наступного дня. Похований на Донському цвинтарі Москви.
11 липня 1956 року реабілітований, 29 липня 1957 року посмертно відновлений у партії.

## Нагороди та відзнаки
- орден Леніна (15.03.1935)
- орден Червоного Прапора